# Marius Țeicu
Marius Țeicu (n. 9 mai 1945, Reșița, Caraș-Severin, România) este un compozitor, solist vocal, instrumentist (pian, instrumente cu clape, oboi) orchestrator, dirijor și profesor din România.
A absolvit ,,Liceul de muzică” din Timișoara în 1963, la secția oboi-pian și ,,Academia de muzică” din București în 1968 la secția dirijat. Este membru al Uniunii Compozitorilor și Muzicologilor din România din anul 1974. A fost de asemenea profesor (între anii 1991-2002) al ,,Facultății de Teatru” din cadrul Universității Ecologice din București. Din anul 2002 este profesor al Facultății de Teatru din cadrul ,,Universității Spiru Haret” din București.
Mariu Țeicu a compus foarte multe melodii de muzică ușoară, unele devenind adevărate șlagăre. În calitate de compozitor a colaborat cu ,,voci" marcante ale muzicii ușoare românești din ultimele decenii ale secolului XX. Printre soliștii cărora le-a încredințat spre interpretare creațiile sale, se numără: Angela Similea, Mirabela Dauer, Corina Chiriac, Olimpia Panciu, Carmen Rădulescu și alții. Ca interpret vocal ocazional, în afară de prestații individuale, a făcut parte dintr-un trio de succes din anii '70 ai secolului XX. A format acest trio (care a activat câțiva ani, până la destrămarea sa) împreună cu alți doi cunoscuți interpreți de muzică ușoară: Olimpia Panciu și compozitorul/cântărețul Mihai Constantinescu. Formația lor a avut un caracter muzicalo-umoristic și s-a numit ,,Un trio formidabil". 
De-a lungul timpului, Marius Țeicu a făcut parte din juriile a numeroase festivaluri/concursuri de muzică ușoară românească.

## Creație muzicală
Creația sa muzicală cuprinde un număr de peste cinci sute de melodii de muzică ușoară, majoritatea  făcând parte din programele de Radio și Televiziune, fiind editate pe CD-uri, casete sau discuri vinyl. A semnat partituri muzicale pentru filme artistice de lung metraj, filme muzicale, muzicaluri pentru copii și tineret, show-uri de televiziune, muzică pentru copii, spectacole de revistă, operetă, etc.

### Creație muzicală închinată PCR-ului
Compozitorul Marius Țeicu a recunoscut însă că a scris ,,câteva" piese corale închinate partidului, fără texte, spunând că a făcut aceasta ,,mai mult de frică", cândva prin anii 1980. ,,Nu cred că un compozitor care a scris piese de genul acesta e mai vinovat ca Ion Iliescu", a declarat Horia Moculescu. ,,Nici un compozitor nu a fost obligat să scrie pentru partid. A făcut-o din proprie sa voință", a mai spus președintele UCMR, Uniunea Compozitorilor și Muzicologilor din România.

### Musicaluri
- ,,Examene, examene” (libret, Eugen Rotaru) – Teatrul de Operetă din București, Teatrele Lirice din Constanța, Iași și Brașov
- ,,Nota zero la purtare” (libret, Octavian Sava) – Teatrul de Revistă ,,Constantin Tănase” din Bucuresti, Teatrul ,,Luceafărul” din Iași
- ,,Divanul Persian” (libret, Octavian Sava și Grigore Gonța) – Teatrul Național Timișoara, Timișoara
- ,,Prostia omenească” (scenariu, Bogdan Ulmu) – Teatru Anton Pann, Râmnicu Vâlcea
- ,,Omul care a văzut moartea” (libret, Octavian Sava după Victor Eftimiu) – Teatrul de Revistă ,,Constantin Tănase”, București
- ,,Estera” (libret, Octavian Sava) – Teatrul Evreiesc de Stat, București
- ,,O premieră furtunoasă” - Teatrul de Revistă ,,Constantin Tănase", București

### Musicaluri pentru copii
- “Mary Poppins” (libret, Silvia Kerim) – Teatrele din București, Timișoara, Cluj, Oradea, Craiova și Reșița, Teatrul Național Oradea,
- “Micuta Dorothy” (libret, Silvia Kerim) – Teatrul Țăndărică din București, Opera Craiova, Opereta București, "Rapsodia Română, București, Teatrul din Brăila, Opera Națională Română Timișoara
- "Gulliver în țara piticilor" (libret, Silvia Kerim) - Teatrul Țăndărică din București, Teatrul de Operetă București
- "Frumoasa din pădurea adormită" (libret, Silvia Kerim) - Teatrul Țăndărică din București, Opera din Craiova, Teatrul de Operetă București, Teatrul muzical Galați, Vredestein Giugiaro Opera din Brașov

### Filme de lung metraj
- Angela merge mai departe (1982)
- “Al patrulea gard lângă debarcader” (regia, Cristiana Nicolae 1983)
- “Acordați circumstanțe atenuante” (regia, Lucian Bratu, 1984)
- Rămășagul (1985)
- Zîmbet de Soare (1988) – film distins cu premiul II la Festivalul filmului pentru tineret din Portugalia – 1989

### Filme și show-uri muzicale pentru televiziune
- “Racheta albă” (regia, Cristiana Nicolae)
- “Cenușăreasa” (regia, Titus Munteanu)
- “Marius, Olimpia și Mihai” (regia, Titus Munteanu)
- “Un trio formidabil” (regia, Titus Munteanu) – Show distins la Festivalul filmului de televiziune de la Gabrovo – Bulgaria 1987, pentru cel mai bun film muzical de scurt metraj
- “Popeye marinarul” (regia, Titus Munteanu)
- “Fantezii, fantezii” (regia, Titus Munteanu)
- “Frumoasa din pădurea adormită” (Regia, Titus Munteanu)
- “Orășelul muzicii”(regia, Titus Munteanu)
- “Unul pentru toți, toți pentru unul” (regia, Titus Munteanu)
- “Carnaval” (regia, Titus Munteanu)
- "Cine ești tu" (regia, Titus Munteanu)

### Spectacole de revistă
- “Telefantasio” (Constanța, 1978)
- “Revista pălăriilor” (Deva, 1978)
- “Savoy, Savoy” (București, Teatrul de revistă Constantin Tănase, 1987

### Muzică ușoară-peste 500 lucrări muzicale, vocale și instrumentale, pentru toate vârstele
CD-uri, Casete, Discuri
1. CD-uri și casete de autor 
- "Parada Vedetelor, Prezentată de Marius Țeicu", Muzica de Marius Țeicu (căntăreți diferiți)
- "Te aștept draga mea" ediția 1-a,Melodii și voce: Marius Țeicu
- Love Songs, Cântece de dragoste de Marius Țeicu
- "Mari succese - Angela Similea" ediția 1-a, Melodii de Marius Țeicu cu Angela Similea
- Colinde și cântece de Crăciun, Angela Similea și Marius Țeicu
- "Chemarea dragostei", Melodii de Marius Țeicu, (cântăreți diferiți)
- „Cântece de iubire”
- 17 compoziții de Marius Țeicu,.(cântăreți diferiți)
- Te aștept draga mea ”Ediția 2-a, Melodii și voce: Marius Țeicu
- Mari succese - Angela Similea" ediția 2-a
- Melodii de Marius Țeicu
- Parada vedetelor”
- Melodii de Marius Țeicu (cântăreți diferiți)
- Best of Marius Țeicu" (cântăreți diferiți)
- The Best Romanian Music Collection, Marius Țeicu"(cântăreți diferiți)
- Muzica e un univers", Cântece pt. copii de Marius Țeicu

2. Discuri și casete de autor
- “Plouă cu soare”
- “Telegrame”
- “Fotografia”
- “Angela Similea și Marius Țeicu” – vol.I
- “Angela Similea și Marius Țeicu” – vol.II
- “Gulliver în țara piticilor”
- “Flacăra nestinsei iubiri”
- “Muzica e un univers” Cântece pentru copii de Marius Țeicu

3. Aproximativ 200 cântece editate pe albume CD, casete, discuri.

### Premii pentru compoziție
- Premiul Uniunii Compozitorilor – “Mamaia 1973” pentru melodiile “Chemarea dragostei” și “Tineri”
- Premiul III – “Mamaia 1974” pentru melodiile “Acum te-am regăsit” și “Doar pacea”
- Premiul Uniunii Compozitorilor pe anul 1976 pentru melodiile “Umbra plopilor” și “Stai,stai, stai”
- Premiul Uniunii Compozitorilor pe anul 1979 pentru melodia “Lumina vieții”
- Premiul Juriului - “Melodii 1980” pentru “Dragostea nu are asemănare” și “Tăcerea nu-i de aur”
- Premiul Juriului - “Melodii 1981” pentru “Voi râde iar”
- Premiul Uniunii Compozitorilor pe anul 1981 pentru melodia “Planete”
- Marele Premiu – “Melodii 1982” pentru melodia “Mama, doar mama”
- Premiul Publicului – Melodii 1982” pentru melodia “Unde erai?”
- Premiul UNICEF – Berna (Elveția) 1982 pentru lucrarea “Voi, copii” – disc, caseta, album
- Trofeul “Mamaia 1983” pentru melodiile: “Nimic nu poate învinge iubirea” și “Să cântăm azi omenirii”
- Premiul Publicului – “Melodii 1983” pentru melodia “Trăiesc”
- Marele Premiu – “Melodii 1984” pentru melodia “Trăiesc”
- Premiul I – “Melodii 1984” pentru “Voi cânta pentru Mileniu III” și “Nu te enerva”
- Premiul Uniunii Compozitorilor pe anul 1985 pentru opereta “Examene, examene” și pentru melodia “Voi cânta pentru Mileniul III”
- Premiul I – “Mamaia 1986” pentru melodiile “Nu-mi lua iubirea” și “O planetă a iubirii”
- Premiul Juriului – “Melodii 1987” pentru melodia “Cheamă iubirea, ad-o-napoi” și “Eu te voi iubi”
- Premiul Uniunii Compozitorilor pe anul 1988 pentru Spectacolul de Revistă “Savoy, Savoy”
- Premiul Uniunii Compozitorilor pe anul 1992 pentru melodia “Ce va fi cu iubirea mea?”
- Trofeul “Mamaia 1992” pentru melodia “Ce va fi cu iubirea mea?”
- Trofeul Festivalului Internațional București 1992” pentru melodia “Spune-mi, iubire”
- Trofeul “Mamaia 1994” pentru melodia “Dau viața mea pentru o iubire”
- Premiul Uniunii Compozitorilor pe anul 1995 pentru melodiile “O viață, un destin” și “Dragoste fugară”
- Premiul II – “Mamaia 1998” pentru melodia “Vreau să trăiesc”
- Trofeul “Festivalului național al muzicii ușoare pentru copii” 1998 pentru melodia “N-am răbdare”
- Trofeul “Golden Star” București 2001 “Festivalul internațional al muzicii pentru copii”, pentru melodia “Dacă vreau aprind o stea”
- Premiul Uniunii Compozitorilor pe anul 2002 pentru Musicalul “Divanul Persian”
- DIPLOMĂ DE EXCELENȚĂ în semn de recunoaștere și de prețuire pentru contribuția la promovarea „Cântecului Românesc” acordată de Ministerul Culturii și Cultelor  2002

•DIPLOMĂ DE EXCELENȚĂ pentru contribuția de seamă în crearea Musicalului Românesc pentru copii acordată de Teatrul Național de operetă „Ion Dacian” și Uniunea scriitorilor din România  2003
- DIPLOMA DE EXCELENȚĂ pentru întreaga carieră artistică Mamaia 2003
- Premiul Uniunii Compozitorilor pe anul 2005 pentru Musicalul “Omul care a văzut moartea”
- DIPLOMĂ DE EXCELENȚĂ pentru musicalurile „Omul care a vazut moartea” și ”Estera” acordată de Revista „Actualitatea Muzicală” 2006
- DIPLOMĂ DE EXCELENȚĂ cu ocazia jubileului TVR, pentru rolul avut în istoria Televiziunii Române  2006
- Premiul Uniunii Compozitorilor pe anul 2005 pentru Musicalul “Omul care a văzut moartea”
- Premiul Revistei "Actualitatea muzicală" pe anul 2006, pentru Musicalul “Omul care a văzut moartea” și Musicalul "Estera"
- DIPLOMA DE ONOARE la 40 de ani de viață a Festivalului „Cerbul de aur”, pentru contribuția de-a lungul anilor la strălucirea acestui festival  2008
- Premiul  de Excelență UCMR-ADA(Uniunii Compozitorilor și Asociația drepturilor de autor) pentru întreaga activitate.2009
- PREMIUL DE EXCELENȚĂ  Festival Mamaia pentru întreaga activitate. 2010
- Premiul pentru spectacol musical “acordat de Uniunea Compozitorilor și Muzicologilor din România pentru Musicalul “O premieră furtunoasă”, 2011

Tipărituri muzicale în țară și în străinătate
- Volumul “Melodii alese – Marius Țeicu” – București Berna – Elveția, din volumul “Sing mit uns” – melodia “Voi, copii”. Alte circa 50 de melodii la diverse edituri “A opta minune a lumii – cântece pentru copii mici și mari” de Marius Țeicu, editura “Z” București

Jurii naționale și internaționale 
- Festivalul internațional “Cerbul de aur”
- Festivalul național “Mamaia”
- Festivalul național “Mamaia copiilor"
- Festivalul “melodiile Bucureștilor”
- Concursuri de interpretare naționale și internaționale
- Concursul “Steaua fără nume” Televiziune
- Concursul “Ploaia de stele” Televiziune
- Nenumărate Festivaluri interjudețene

## Activitate interpretativă
Ca solist vocal a imprimat peste 40 de melodii, prezente la Radio, Televiziune sau pe CD-uri, casete si discuri. De asemenea, a susținut spectacole pe scenele din Germania, Polonia, SUA, Canada, Rusia, etc. În aceeași calitate de solist vocal, pianist și orchestrator a contribuit la realizarea show-urilor de Televiziune la care a scris muzica. În calitate de pianist a făcut parte din următoarele formații: “Dixi 67” , “Modern Group” , “Perpetuum Mobile Group”, “Noi Patru”, etc.

### Activitate didactică
- În perioada 1968-1974, profesor la Școala Populară de Artă din București, catedra de Muzică Ușoară. Printre elevii absolvenți: Angela Similea, Dida Drăgan, Mirabela Dauer, Olimpia Panciu, Mihai Constantinescu, Adrian Romcescu, Ioan Luchian Mihalea, Zoe Câmpeanu ș.a.
- Între anii 1991-2002 profesor la Facultatea de Teatru, Universitatea Ecologică din București
- Din anul 2002 profesor la Facultatea de Teatru, Universitatea Spiru Haret
- În anul 1991 a conceput pentru uz intern o “Culegere de vocalize” (Diatonice și cromatice, Melodice, armonice sau contrapunctice, pe una, două sau trei voci). Printre studenți: Monica Anghel, Laura Stoica, Anca Țurcașiu, Narcisa Suciu, Daniela Gheorfy, Paul Surugiu (“Fuego”), Manuela Fedorca.

### Activitate didactică (ca profesor de canto și aranjamente vocale)
- pregătirea tinerilor din emisiunea TVR "Școala Vedetelor 2"
- pregătirea copiilor din emisiunea TVR "Numai cu acordul minorilor"
- pregătirea concurenților din emisiunea Pro TV "Alege ASIA"
- pregătirea concurenților din emisiunea Pro TV "Pop-star"